# Гжещак, Сильвия
Сильвия Каролина Гжещак (пол. Sylwia Karolina Grzeszczak; род. 7 апреля 1989 года, Познань, Польша) — польская певица, композитор и автор текстов.

## Карьера
Впервые Сильвия исполнила песню на детской программе, когда ей было 5 лет. Училась в двух музыкальных школах.
В 2006 году Сильвия записала несколько песен для группы «Ascetoholix». В 2007 году сотрудничала с Агнешкой Влодарчик. 21 ноября 2008 года Сильвия Гжещак выпустила дебютный альбом «Ona i On», записанный вместе с рэпером Либером. Продолжает музыкальную деятельность и выпускает новые песни и альбомы.
28 июля 2014 года Сильвия Гжещак вышла замуж за рэпера Либера. 5 декабря 2015 года у супругов родилась дочь Богна.

## Дискография
| Дата выхода          | Название альбома     |
| -------------------- | -------------------- |
| 21 ноября 2008 года  | Ona i On (с Либером) |
| 11 октября 2011 года | Sen o przyszłości    |
| 11 июня 2013 года    | Komponując siebie    |
| 25 ноября 2016 года  | Tamta dziewczyna     |

## Синглы
- 2008 — „Nowe szanse” (с Либером)
- 2008 — „Co z nami będzie” (с Либером)
- 2009 — „Mijamy się” (с Либером)
- 2011 — „Małe rzeczy”
- 2011 — „Sen o przyszłości”
- 2012 — „Karuzela”
- 2013 — „Flirt”
- 2013 — „Pożyczony”
- 2013 — „Księżniczka”
- 2014 — „Nowy ty, nowa ja”
- 2015 — „Kiedy tylko spojrzę” (feat. Sound’n’Grace)
- 2016 — „Tamta dziewczyna”
- 2016 — „Bezdroża” (feat. Матеуш Зюлко)

## Награды
- 2008: премия на «Sopot Hit Festiwal» — хит года «Nowe szanse»
- 2008: премия на «Mikrofony Popcornu» — хит года «Co z nami będzie» с Либером
- 2009: номинация на «Eska Music Awards» — певица года, алюбом года «Ona i On» с Либером, хит «Nowe szanse» с Либером
- 2009: номинация на «Superjedynki» — альбом «Ona i On»
- 2010: номинация на «VIVA Comet 2010» — хит «Co z nami będzie» с Либером
- 2011: премия «Бронзовый самовар» на «Фестивале Российской песни в Зелёной Гуре» — песня Бьянки «За тобой»[2]
- 2011: премия на «OGAE» — альбом «Małe rzeczy»
- 2012: премия на «Superjedynki» — альбом года «Sen o przyszłości»
- 2012: номинация на «Eska Music Awards 2012» — песня года «Małe rzeczy»
- 2013: премия «SuperNagroda» на «50. KFPP w Opolu»
- 2013: премия на «Eska Music Awards 2013» — лучшая певица
- 2014: премия на «Superjedynki» — альбом «Komponując siebie»
- 2014: премия на «Eska Music Awards 2014» — лучшая певица
- 2014: номинация «Bursztynowy Słowik» на «Polsat Sopot Festival» — песня «Księżniczka»
- 2015: премия на «Plebiscyt RMF FM» — исполнитель 25-летия
- 2015: премия на «Telekamery 2015» — категория «Muzyka»
- 2015: премия на «Osobowości i Sukcesy Roku 2015» — категория «Osobowość roku 2015 w kat. muzyka»